# Kai Silbermann
Kai Silbermann (17 ottobre 1988) è un ex giocatore di football americano tedesco che ha giocato come wide receiver.